# حلوى كعب الغزال

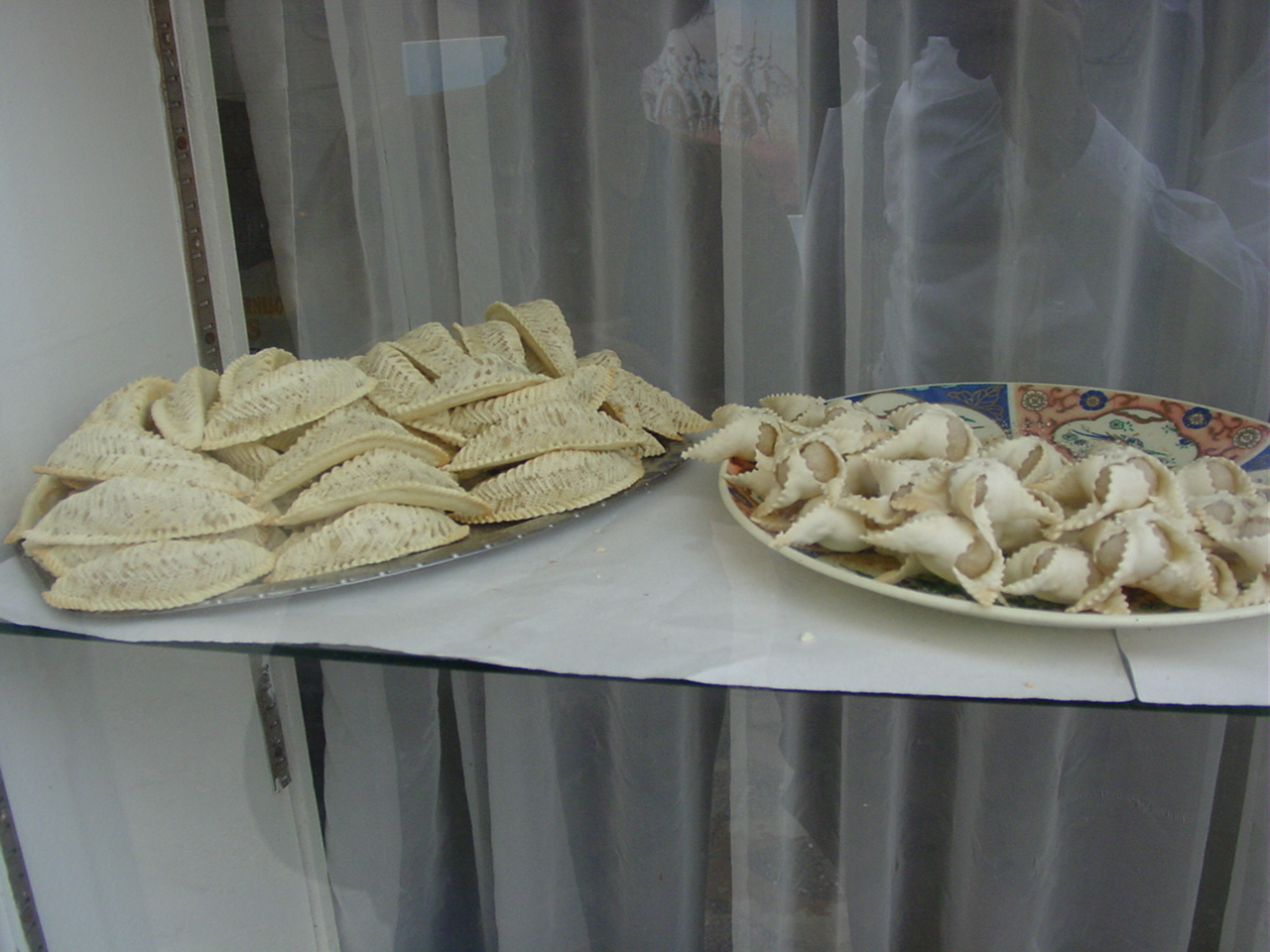
طبق كعب الغزال المغربي

حلوى كعب الغزال هي من الحلويات التي يحفل بها المطبخ المغاربي، وهي أهِلّة من العجين الرقيق المحشو باللوز المطحون و المنسم بماء زهر الليمون. كلفة كعب غزال مرتفعة نظرا لاحتوائه على اللوز لهذا فهو يقدم في جميع المناسبات، وتتناول كثيرا مع الشاي.

## المقادير الأساسية
المقادير الأساسية لكعب غزال هي:
- اللوز
- ماء الزهر
- الطحين
- السكر
- الزبدة
- قرفة